# Болейн Граунд
«Боле́йн Гра́унд» (англ. Boleyn Ground) — бывший футбольный стадион, расположенный в Лондоне в районе Аптон Парк, Ньюхэм. Также известен как «А́птон Парк». Стадион принадлежал футбольному клубу «Вест Хэм Юнайтед».

## История
Стадион располагался на Грин Стрит (англ. Green Street), район Аптон-парк, округ Ньюхэм, Лондон. Стадион был построен в 1904 года на деньги местных жителей и предпринимателей. Своё название стадион получил по названию замка Анны Болейн, который располагался в этом месте. Сегодня можно услышать и другое название — «Аптон Парк», по названию района Лондона, где он располагается.
В августе 1944 года в результате бомбардировки Лондона один из снарядов Фау-1 взорвался на юго-западном углу поля. Это событие заставило команду проводить все свои матчи на выезде, но не повлияло на результаты — «Вест Хэм» одержал девять побед подряд. Но в декабре в первом матче после возвращения на родной стадион «Вест Хэм» проиграл «Тоттенхэм Хотспур» 0:1.
Рекорд посещаемости стадиона — 42 322 зрителя был установлен 17 октября 1970 года в матче чемпионата Англии против «Тоттенхэм Хотспур». В то время северная и южная трибуны стадиона были со стоячими местами. Рекорд посещаемости после реконструкции стадиона, когда были запрещены стоячие трибуны, составляет 35 550. Рекорд был установлен 21 сентября 2002 года в матче Премьер-лиги против «Манчестер Сити».
С начала 1990-х годов стадион был подвергнут значительной реконструкции:
- 1993 год: Южная трибуна переоборудована новыми 9 000 сидений и сделан второй ярус. Трибуна названа в честь бывшего капитана Бобби Мура, скончавшегося в начале года.
- 1995 год: Замена новых 6 тысяч сидений на Северной трибуне, построен второй ярус.
- 2001 год: Западная трибуна «Dr. Martens Stand» стала двухъярусной и вмещает 15 000 болельщиков.

Также в планах было увеличение вместимости стадиона до 40 500 мест путём расширения Восточной трибуны за счёт освободившего пространства при переоборудовании Западной. Новая трибуна должна была сделать стадион полностью закрытым, соединив Северную и Южную трибуны. Но вылет «Вест Хэм Юнайтед» из Премьер-лиги в 2003 году отложил планы по расширению стадиона.
Перед началом сезона 2016/17 «Вест Хэм» переезжает на 54-тысячный Олимпийский стадион, арендованный у Лондона на 99 лет. «Болейн Граунд», который был домашней ареной «молотобойцев» на протяжении 112 лет, был продан девелоперской компании «Galliard». На месте стадиона будет возведён жилой комплекс.
Последний официальный матч на «Болейн Граунд» «Вест Хэм» провёл 10 мая 2016 года против «Манчестер Юнайтед». Матч закончился победой «молотобойцев» со счётом 3:2.

## Трибуны
С начала 1990—х на «Аптон Парк» все места стали сидячие. Новые правила ФА по безопасности вступили после трагедии на Хиллсборо в 1989 году.
Стадион состоит из четырёх основных трибун: Северной, Восточной, Южной и Западной, названных соответственно — «The Sir Trevor Brooking Stand», «The East Stand», «The Bobby Moore Stand» и «The West Stand». Западная трибуна «Dr. Martens Stand» на 15 000 мест считается самой большой стадионной трибуной в Лондоне. Так же стадион включает в себя «Вест Хэм Отель».
На стадионе запрещено курение, в соответствии с новым законопроектом, введённым 1 июля 2007 года.

### Панорама стадиона

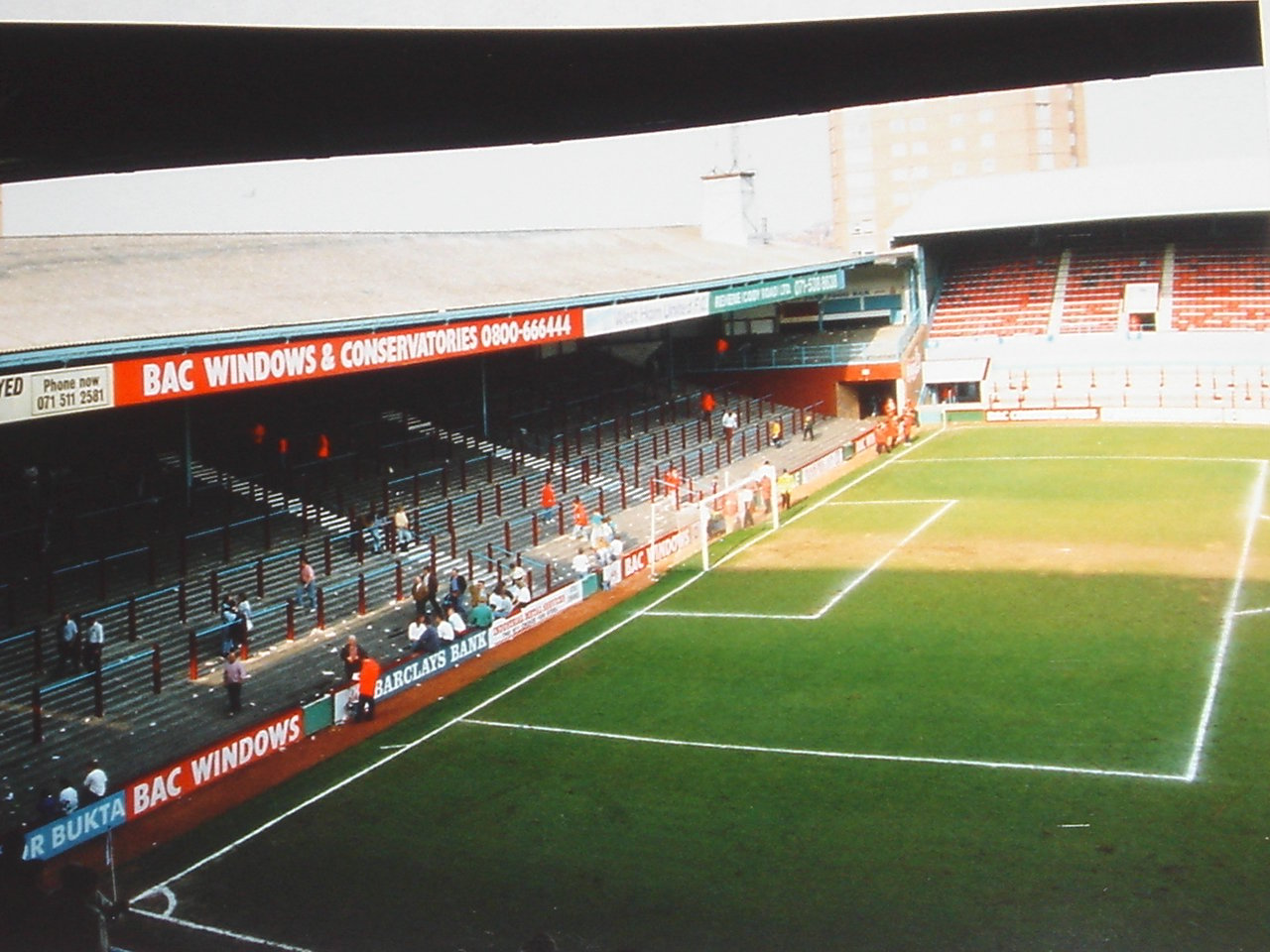
Северная трибуна
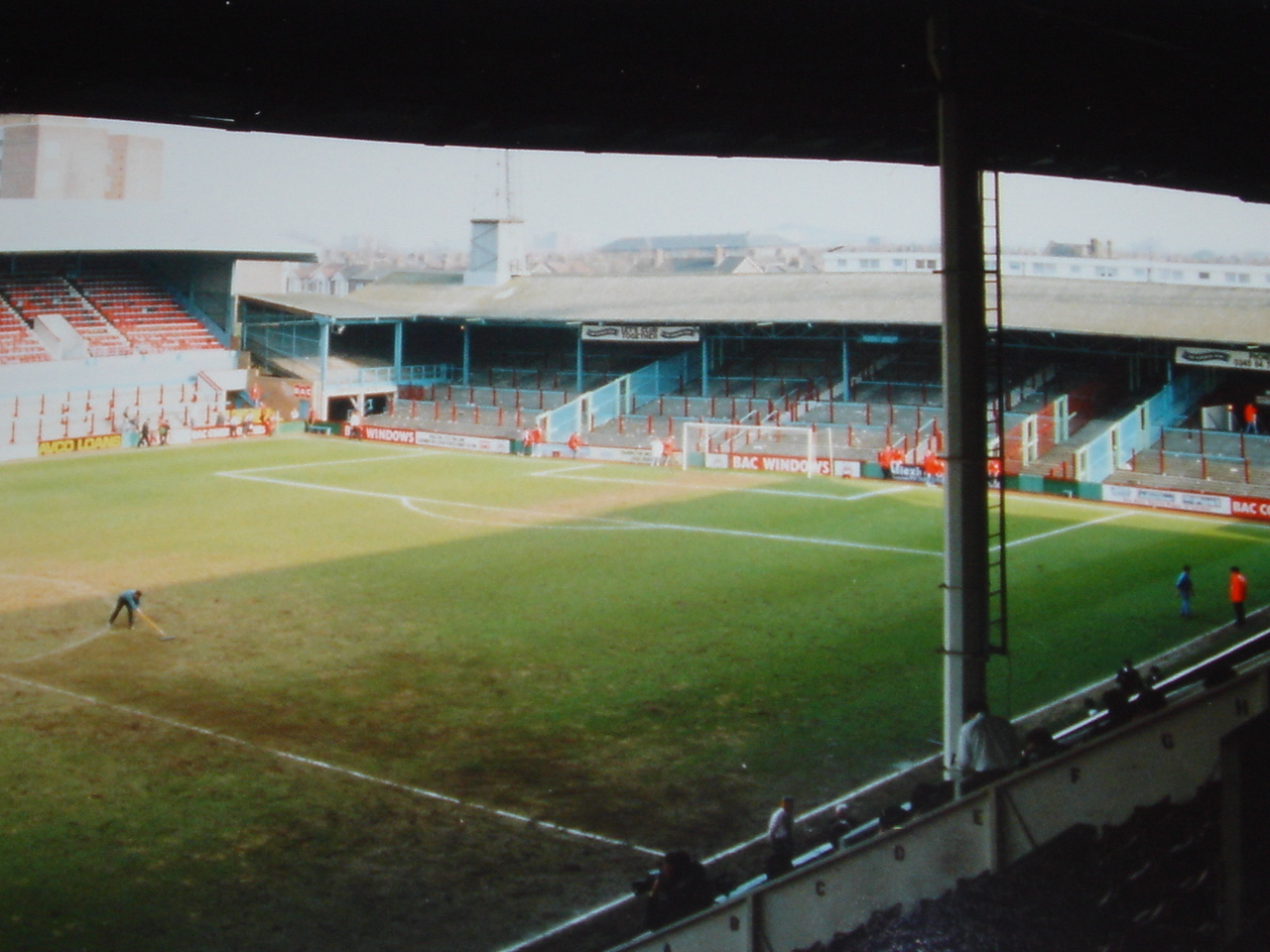
Южная трибуна
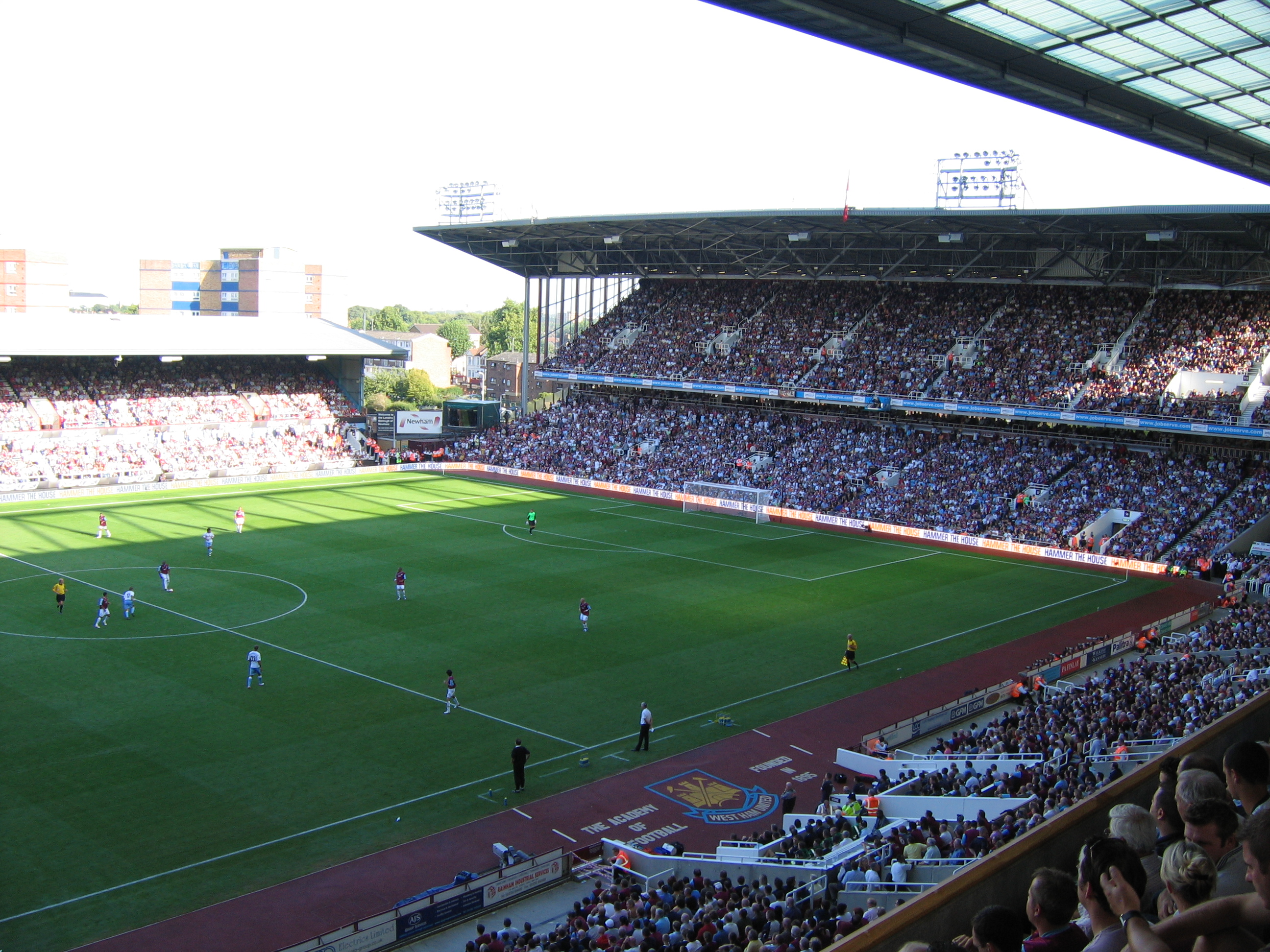
Матч «Вест Хэм Юнайтед»